# Petaure
Els petaures (Petaurus) són un gènere de marsupials arborícoles de la família dels petàurids. Són originaris d'Austràlia i Nova Guinea i n'hi ha sis espècies:
- Petaure d'Abid (P. abidi)
- Petaure de ventre groc (P. australis)
- Petaure de l'illa Biak (P. biacensis)
- Petaure del sucre (P. breviceps)
- Petaure gràcil (P. gracilis)
- Petaure esquirol (P. norfolcensis)